# Christine Beckers
Christine Beckers (ur. 4 grudnia 1943 roku w Brukseli) – belgijska zawodniczka startująca w wyścigach samochodowych.

## Kariera
Beckers rozpoczęła karierę w międzynarodowych wyścigach samochodowych w 1969 roku od startów w dywizji 2 European Touring Car Championship. Z dorobkiem trzech punktów uplasowała się na 33 pozycji w klasyfikacji generalnej. W późniejszych latach Belijka pojawiała się także w stawce 24-godzinnego wyścigu Le Mans, Giro d'Italia, NASCAR Winston Cup, World Sportscar Championship oraz World Challenge for Endurance Drivers.